# Miroscyllium
Miroscyllium is een monotypisch geslacht van kraakbeenvissen uit de familie van de doornhaaien (Etmopteridae).

## Soort
- Miroscyllium sheikoi (Dolganov, 1986) (Rasptandlantaarnhaai)